# Бабін (Люблінське воєводство)
Бабін (пол. Babin) — село в Польщі, у гміні Белжиці Люблінського повіту Люблінського воєводства.
Населення — 882 особи (2011).
У 1975-1998 роках село належало до Люблінського воєводства.

## Демографія
Демографічна структура станом на 31 березня 2011 року:
|          | Загалом | Допрацездатний вік | Працездатний вік | Постпрацездатний вік |
| -------- | ------- | ------------------ | ---------------- | -------------------- |
| Чоловіки | 430     | 103                | 278              | 49                   |
| Жінки    | 452     | 100                | 248              | 104                  |
| Разом    | 882     | 203                | 526              | 153                  |